# Saturargues
Saturargues är en kommun i departementet Hérault i regionen Occitanien i södra Frankrike. Kommunen ligger i kantonen Lunel som tillhör arrondissementet Montpellier. År 2022 hade Saturargues 1 021 invånare.

## Befolkningsutveckling
Antalet invånare i kommunen Saturargues
Referens:INSEE